# James Denton
James Denton (Nashville, 20 gennaio 1963) è un attore statunitense.
È noto per aver interpretato la parte di Mike Delfino nella serie televisiva dell'ABC Desperate Housewives (2004–2012) e il Dr. Sam Radford sul Hallmark Channel nella serie Good Witch (2015–2021).

## Biografia

### Gli inizi
Denton è nato il 20 gennaio 1963 a Nashville nel Tennessee, ed è cresciuto nei pressi di Goodlettsville, nel Tennessee, secondo di tre figli. Il padre, J.T. Denton (1930–1993), era un dentista e aveva prestato servizio nelle Forze Armate. La madre, Mary Jean Woolslair Denton, morì di un tumore al seno nel 2002. Denton è stato cresciuto nella fede battista della quale divenne ministro per la musica presso la Chiesa Metodista Unita di Westmoreland.
Denton si diplomò alla Goodlettsville High School e frequentò poi l'Università del Tennessee, dove divenne membro della confraternita studentesca Sigma Alpha Epsilon. Si laureò in televisione/giornalismo e ottenne il diploma in pubblicità. Prima di diventare attore vendeva pubblicità per due stazioni radio. Iniziò l'attività di attore all'età di 23 anni presso il teatro della comunità di Nashville. Si trasferì infine in California, per diventare un attore a tempo pieno. All'inizio della carriera il suo pseudonimo era Jamie Denton.

### Carriera
Nel 1997 James Denton prese parte al film di John Woo Face/Off - Due facce di un assassino e, sempre nello stesso anno, recitò nel film Questo pazzo sentimento insieme a Keith Marks. Fece poi parte del cast della serie Jarod il camaleonte dove interpretava Mr. Lyle, inoltre recitò il ruolo del giudice Augustus Ripley in Philly, serie che venne cancellata dopo una sola stagione.
Dal 2002 al 2003 divenne protagonista della serie ABC Codice Matrix recitando la parte dell'agente del Dipartimento della Sicurezza Interna John Kilmer. Nel 2004 prese parte alla serie Desperate Housewives - I segreti di Wisteria Lane interpretando il ruolo di Mike Delfino.
A partire dal 2015 entrò nel cast della serie televisiva Good Witch dove recitava la parte del dottor Sam Radford, inoltre nel 2016 prese parte alla quarta e ultima stagione di Devious Maids - Panni sporchi a Beverly Hills, interpretando il ruolo del produttore cinematografico Peter Hudson.

### Vita privata
Si è sposato due volte: prima con l'attrice Jenna Lyn Ward dal 1997 al 2000; poi dal 2002 con la sceneggiatrice Erin O'Brien da cui ha avuto due figli: Sheppard (2003) e Malin (2005).

## Filmografia

### Cinema
- Thieves Quartet, regia di Joe Chappelle (1993)
- Hunter's Moon, regia di Jeff Marpe (1995)
- Questo pazzo sentimento (That Old Feeling), regia di Carl Reiner (1997)
- Face/Off - Due facce di un assassino (Face/Off), regia di John Woo (1997)
- I colori della vittoria (Primary Colors), regia di Mike Nichols (1998)
- Locked Up Down Shorty's, regia di Mike Petty (2000)
- Beautiful Dreamer - La memoria del cuore (Beautiful Dreamer), regia di Terri Farley-Teruel (2006)
- Ascension Day, regia di Akosua Busia (2007)
- Undead or Alive - Mezzi vivi e mezzi morti (Undead or Alive: A Zombedy), regia di Glasgow Phillips (2007)
- Tortured, regia di Nolan Lebovitz (2008)
- Sex Therapy, regia di L.Trilling (2010)
- Karaoke Man, regia di Mike Petty (2012)
- Grace Unplugged, regia di Brad J. Silverman (2013)
- Questa è la mia casa (Foreclosed), regia di Nick Lyon (2013)
- The Black Rider: Revelation Road, regia di Gabriel Sabloff (2014)
- Dancer and the Dame, regia di Gabriel Sabloff (2015)
- Un colonnello in cattedra, regia di Laurie Lynd (2016)
- Ovation, regia di Henry Jaglom (2015)
- Wake., regia di Cyrus Mirakhor (2018)
- Selfie Dad, regia di Brad J. Silverman (2020)

### Televisione
- I viaggiatori (Sliders) - serie TV, episodio 2x04 (1996)
- Moloney - serie TV, episodio 1x04 (1996)
- Dark Skies - Oscure presenze (Dark Skies) - serie TV, episodio 1x08 (1996)
- JAG - Avvocati in divisa (JAG) - serie TV, episodi 1x15-8x18 (1996-2003)
- Jarod il camaleonte (The Pretender) - serie TV, 36 episodi (1997-2000)
- Due ragazzi e una ragazza (Two Guys, a Girl and a Pizza Place) - serie TV, episodio 3x04 (2000)
- Ally McBeal - serie TV, episodio 3x19 (2000)
- West Wing - Tutti gli uomini del Presidente (The West Wing) - serie TV, episodio 2x03 (2000)
- Il camaleonte assassino (The Pretender 2001), regia di Frederick King Keller – film TV (2001)
- L'isola del fantasma (The Pretender: Island of the Haunted), regia di Frederick King Keller – film TV (2001)
- Philly - serie TV, 13 episodi (2001-2002)
- The Drew Carey Show - serie TV, episodi 8x11-8x12 (2002)
- Codice Matrix (Threat Matrix) - serie TV, 16 episodi (2003-2004)
- Desperate Housewives - I segreti di Wisteria Lane (Desperate Housewives) - serie TV, 162 episodi (2004-2012)
- Reba - serie TV, episodi 4x13 e 5x15 (2005-2006)
- Masters of Science Fiction - serie TV, episodio 1x04 (2007)
- Custody - Una scelta difficile (Custody) - film TV, regia di Nadia Tass (2007)
- Hot in Cleveland - serie TV, episodio 3x22 (2012)
- Prigionieri in paradiso (Stranded in Paradise) - film TV, regia di Bert Kish (2014)
- Il mio nuovo migliore amico (My New Best Friend) - film TV, regia di Terry Ingram (2015)
- Good Witch - serie TV (2015-2021)
- For Love and Honor - film TV, regia di Laurie Lynd (2016)
- Devious Maids - Panni sporchi a Beverly Hills (Devious Maids) - serie TV, 7 episodi (2016)
- NCIS: New Orleans - serie TV, episodio 4x24 (2018)
- Un bacio prima di Natale (A Kiss Before Christmas), regia di Jeff Beesley - film TV (2021)

### Cortometraggi
- Jumbo Girl, regia di Daniel Curran (2004)
- Assumption, regia di Christopher R. Keller (2006)
- Strangers, regia di Eric D. Howell (2015)

## Doppiatori italiani
Nelle versioni in italiano dei suoi film, James Denton è stato doppiato da:
- Fabrizio Pucci in Desperate Housewives - I segreti di Wisteria Lane, Codice Matrix, I maestri della fantascienza, Tortured, Questa è la mia casa, Prigionieri in paradiso, Devious Maids - Panni sporchi a Beverly Hills, Good Witch, Un bacio prima di Natale, Fantasy Island
- Massimiliano Manfredi in Face/Off - Due facce di un assassino, Questo pazzo sentimento
- Saverio Indrio in JAG - Avvocati in divisa
- Massimo Rossi in Jarod il camaleonte
- Giacomo Zito in Ally McBeal
- Massimo Bitossi in Hot in Cleveland
- Mauro Gravina in Philly